# Oliviero di Malmesbury
Oliviero di Malmesbury, od  Eilmer (Oliver) of Malmesbury (X secolo – 11 secolo), è stato un monaco cristiano e astrologo inglese dell'ordine benedettino, vissuto fra il X e l'XI secolo. Fu uno dei primi a tentare il volo umano per mezzo di ali artificiali.
Faceva parte della comunità monastica dell'Abbazia di Malmesbury. 
Era noto per i suoi scritti in materia di astrologia. Tutto ciò che si sa di lui proviene dal testo De Gestis Regum Anglorum (Atti dei re inglesi), opera dello storico inglese Guglielmo di Malmesbury, verso il 1125.   Essendo anch'egli monaco nella medesima abbazia, trasse certamente le proprie informazioni dai colleghi che avevano conosciuto personalmente Oliviero quando questi era già in età avanzata. 
Studiosi quali l'americano Lynn White hanno cercato di stimare la data di nascita di Oliviero basandosi sulle citazioni negli atti di Guglielmo riguardanti la cometa di Halley, che fece la sua comparsa nei cieli nel 1066. La difficoltà consiste nel fatto che Guglielmo scrisse i dati su Oliviero non tanto per stabilirne l'età quanto per mostrare che la sua profezia si era compiuta l'anno successivo quando i normanni invasero l'Inghilterra.
(Guglielmo di Malmesbury, Gesta regum Anglorum)
Supponendo che Oliviero avesse potuto vedere la cometa di Halley quando era giovane, cioè 76 anni prima, egli potrebbe essere nato nel 984, dal che conseguirebbe che egli avrebbe avuto 5 anni quando vide la cometa per la prima volta, un'età sufficiente per serbarne il ricordo. Comunque la periodicità della cometa era sconosciuta ai suoi tempi e così quando dice: «È molto tempo fa che io ti vidi» potrebbe riferirsi ad un'altra cometa. Poiché è noto che Oliviero era una "persona anziana" nel 1066 ed egli aveva compiuto il suo "volo" in gioventù, l'evento viene collocato all'inizio dell'XI secolo, probabilmente nella sua prima decade. 

## Il volo
Guglielmo scrive che in gioventù Oliviero aveva letto, e creduto, nell'episodio mitologico di Dedalo. Così egli assicurò alle sue mani ed alle sue gambe le ali che aveva costruito e si lanciò dalla sommità della torre dell'Abbazia di Malmesbury.
(Guglielmo di Malmesbury, Gesta regum Anglorum.)
Invalido per la vita ma imperterrito, credeva che avrebbe potuto effettuare un atterraggio più morbido se fosse stato equipaggiato anche con una coda e si stava preparando ad un secondo volo quando l'abate di Malmesbury gli proibì di rischiare ancora la sua vita in ulteriori esperimenti.
Data la planimetria dell'Abbazia, il suo luogo di atterraggio e l'informazione che il suo volo era stato più lungo di 201 metri, avrebbe dovuto "volare" per una quindicina di secondi. Il suo esatto percorso di volo non è noto, né si sa quanto fosse stato in aria, poiché la struttura abbaziale odierna non è quella dell'XI secolo, quando era probabilmente più piccola sebbene l'altezza della torre fosse probabilmente prossima a quella dell'attuale. "Olivers Lane", ai nostri giorni High Street, a 200 m dall'Abbazia, è ritenuto il luogo ove egli potrebbe essere atterrato.  Ciò lo avrebbe portato a sorvolare parecchi edifici. Gli studi di Maxwell Woosnam concludono che sia più probabile una discesa lungo il pendio della collina da sud-ovest rispetto all'Abbazia, piuttosto che lungo il centro della città, verso sud. 

## Analisi del volo
Per effettuare la manovra di discesa contro vento, utilizzando sia quest'ultimo che la gravità, Oliviero utilizzò un apparato simile in qualche modo ad un uccello veleggiante. Comunque, non potendo bilanciarsi in avanti ed indietro, come fa un uccello con piccoli movimenti delle ali, della testa e delle zampe, egli avrebbe dovuto avere un'ampia coda per mantenere l'equilibrio. Egli non avrebbe potuto realizzare in ogni caso un vero e proprio volo, ma avrebbe potuto atterrare con maggior sicurezza se avesse avuto un'ampia coda.
Successivamente egli mise l'accento sul fatto che la causa della sua caduta fosse stata quella di «… aver dimenticato di munirsi di una coda.» 

## Tradizione ed influenza storica
Oltre al racconto di Guglielmo sul volo, nulla è pervenuto sull'attività di Oliviero come monaco, sebbene i suoi trattati di astrologia circolassero apparentemente fino al XVI secolo.
La storia del volo di Oliviero, sulla base del racconto di Guglielmo, è stata narrata parecchie volte da studiosi, enciclopedisti e fautori del volo a propulsione umana, mantenendo viva l'idea del volo umano. Ciò comprende nel corso degli anni: Helinand de Froidmont (prima del 1229), Alberico delle Tre Fontane (prima del 1241), Vincent de Beauvais (1250), Ruggero Bacone (ca. 1260), Ranulf Higden (prima del 1352, il primo anche a chiamarlo Oliver) ed i traduttori inglesi di questa opera , Henry Knighton (prima del 1367), Giovanni Nauclerus di Tubinga (c. 1500), John Wilkins (1648), John Milton (1670) e John Wise (1850).
Più recentemente Maxwell Woosnam nel 1986 esaminò più dettagliatamente gli aspetti tecnici di questo materiale, angoli d'involo ed effetti del vento.
Oliviero rende tipico lo spirito speculativo degli entusiasti medievali che svilupparono piccoli progetti di elicotteri, mulini a vento e sofisticate velature per navi. Allo stesso modo gli artisti religiosi mostravano angeli con sempre più accurate illustrazioni di ali da uccello, dettagliando le loro curvature che si sarebbero dimostrate utili per generare le forze portanti che consentono agli uccelli (o agli aeroplani) di volare. Questo clima condusse all'accettazione generale che l'aria fosse un mezzo da poter utilizzare per il volo e che quest'ultimo non era dunque più visto come opera di magìa ma che poteva essere realizzato con sforzi mentali e fisici dall'uomo.